# Yeerlanbieke Katai
Yeerlanbieke Katai (16 de julio de 1990) es un luchador chino de lucha libre. Compitió en Campeonato Mundial de 2015 clasificándose en la 16.ª posición. Ganó una medalla de bronce en los Juegos Asiáticos de 2014. Consiguió un séptimo puesto en campeonato asiático de 2015.